# Бродок (Брестская область)
Бродок (бел. Брадок) — деревня в Дрогичинском районе Брестской области Беларуси. Входит в состав Именинского сельсовета.

## География
Деревня находится в южной части Брестской области, при автодороге Н-643, на расстоянии приблизительно 13 километров (по прямой) к северо-западу от города Дрогичина, административного центра района. Абсолютная высота — 149 метров над уровнем моря. Площадь населённого пункта — 0,2328 км².

## История
В письменных источниках начинает упоминаться начиная с XIX века.
По состоянию на 1905 год, в Бродке проживало 239 человек. В административном отношении село являлось центром Именинской волости Кобринского уезда Гродненской губернии.
Согласно Рижскому мирному договору (1921), деревня вошла в состав межвоенной Польши, входила в состав гмины Именин Дрогичинского повета Полесского воеводства. В 1921 году числилось 63 жителя, проживавших в 13 домах. В этническом составе населения того периода полещуки составляли 100 %. В конфессиональном составе населения преобладали православные христиане (100 %).
С 1939 года в БССР, с 1940 в составе Именинского сельсовета Антопольского района. С 1959 года населённый пункт Дрогичинского района.

## Население
По данным переписи 2019 года, в деревне проживало 20 человек.
| Год  | Население, человек |
| ---- | ------------------ |
| 1858 | 123                |
| 1905 | ↗ 239              |
| 1921 | ↘ 63               |
| 1939 | ↗ 185              |
| 1959 | ↘ 149              |
| 1970 | ↘ 130              |
| 1995 | ↘ 53               |
| 2005 | ↘ 43               |
| 2009 | ↘ 37               |
| 2019 | ↘ 20               |